# Soerjadi Soedirdja

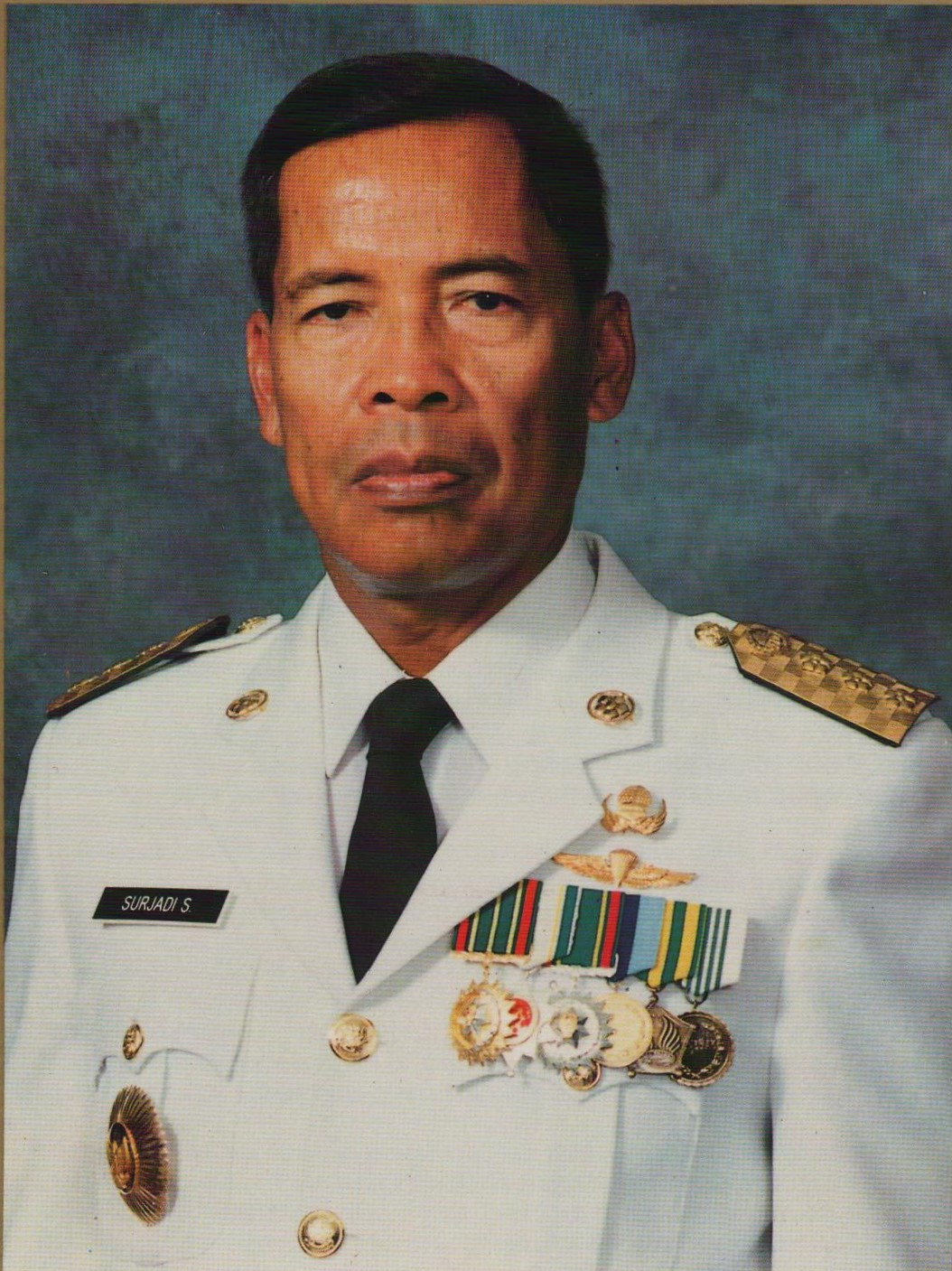
Soerjadi Soedirdja

Soerjadi Soedirdja (abweichende Schreibweise: Surjadi Sudirdja; * 11. Oktober 1938 in Batavia, Niederländisch-Indien; † 3. August 2021) war ein indonesischer General und Politiker, der unter anderem von 1992 bis 1997 Gouverneur von Jakarta sowie zwischen 1999 und 2001 Innenminister war.

## Leben
Soerjadi Soedirdja begann nach dem Schulbesuch eine Offiziersausbildung an der Militärakademie (Akademi Militer Nasional) und trat 1962 als Offizier in die Infanterie des Heeres (Tentara Nasional Indonesia Angkatan Darat) der Streitkräfte Indonesiens ABRI (Angkatan Bersenjata Republik Indonesia) ein. Nach einer kurzzeitigen Verwendung im Generalstab des Heeres (Sekolah Staf dan Komandan Angkatan Darat) absolvierte er 1974 eine militärische Ausbildung in Frankreich sowie 1979 die Generalstabsakademie. Er war unter anderem als Brigadegeneral (Brigadir Jenderal) zwischen 1986 und 1988 als stellvertretender Kommandeur des IV. Militärischen Regionalkommandos „Diponegoro“ in Jawa Tengah. 1988 wurde er als Generalmajor (Mayor Jenderal) Nachfolger von Generalmajor Soegito Kommandeur des regionalen Militärkommandos Jaya in Jakarta (Kodam Jaya/Jayakarta). Diesen Posten bekleidete er bis 1990, woraufhin Generalmajor Kentot Harseno seine Nachfolge antrat. Anschließend war er als Generalleutnant (Letnan Jenderal) zwischen 1990 und 1992 Assistierender Chef des Generalstabes der Streitkräfte für Sozialpolitik. 1991 war er Absolvent des Nationalen Resilienzinstitut Lemhannas (Lembaga Ketahanan Nasional).
Am 6. Oktober 1992 löste Soerjadi Soedirdja Wiyogo Atmodarminto als Gouverneur von Jakarta ab und bekleidete diesen Posten bis zum 6. Oktober 1997, woraufhin Sutiyoso seine Nachfolge antrat.
Nach dem Amtsantritt von Staatspräsident Abdurrahman Wahid übernahm er als Nachfolger von Syarwan Hamid am 26. Oktober 1999 den Posten als Innenminister (Menteri Dalam Negeri) und hatte dieses Ministeramt bis zu seiner Ablösung durch Hari Sabarno am 9. August 2001 inne. Zugleich war er als Nachfolger von Hasan Basri Durin zwischen dem 28. Oktober 1999 und seiner Ablösung durch Hari Sabarno am 10. August 2001 auch Leiter der Nationalen Landagentur (Badan Pertanahan Nasional). Zudem fungierte er als Nachfolger von Wiranto vom 15. Februar 2000 bis zu seiner Ablösung durch Susilo Bambang Yudhoyono am 23. August 2000 auch als Koordinierender Minister für Politik und Sicherheit (Menteri Koordinator bidang Politik dan Keamanan).